# Panem et circenses

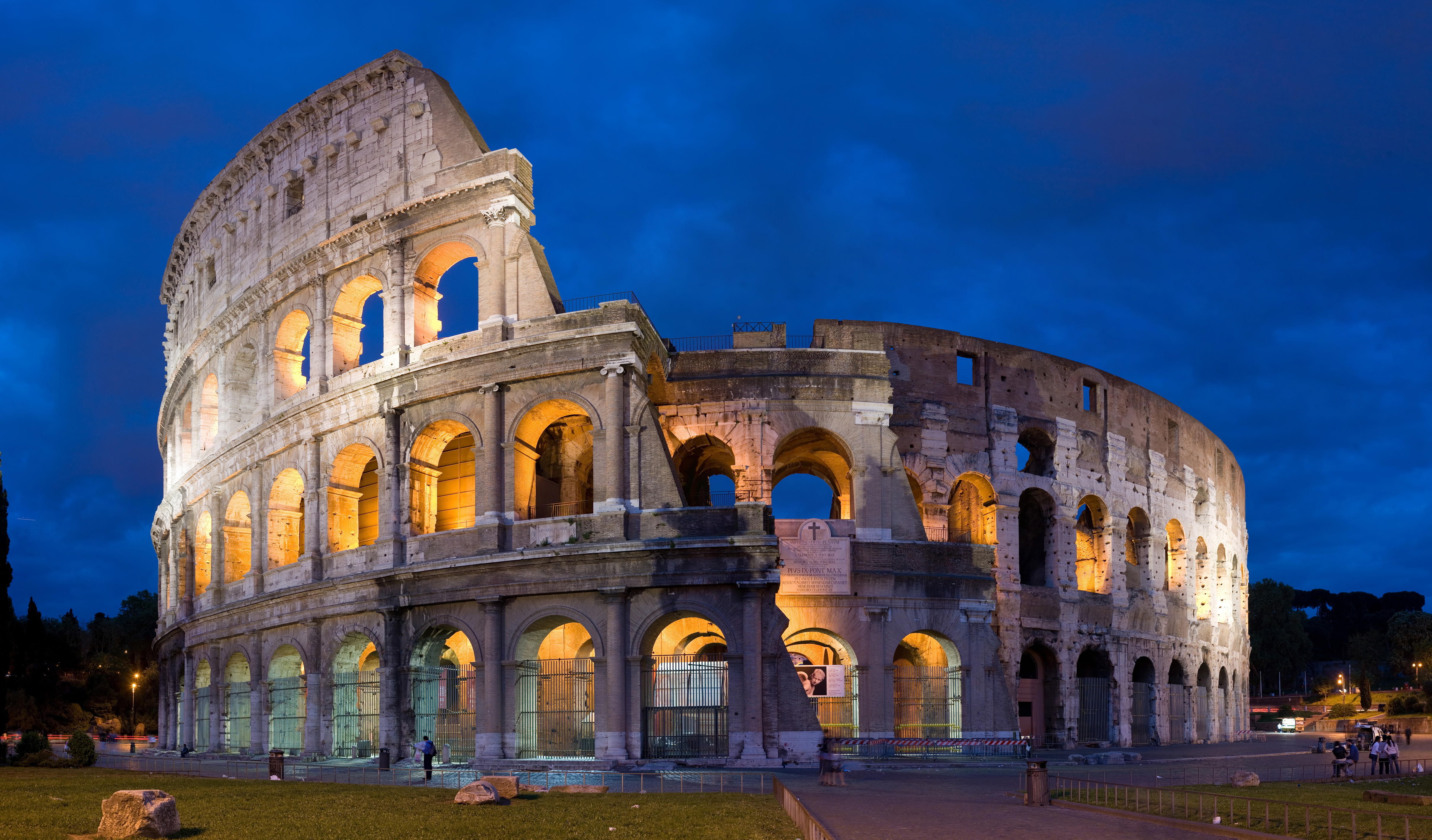
Coliseo Romano.

Panem et circenses (literalmente «pan y espectáculos del circo» o «pan y juegos circenses», y en castellano pan y circo, pan y fútbol, o pan y toros) es una locución latina peyorativa de uso actual que describe la práctica de un gobierno que, para mantener tranquila a la población u ocultar hechos controvertidos, provee a las masas de alimento y entretenimiento de baja calidad y con criterios asistencialistas.
Gramaticalmente, está formada por el acusativo singular de panis, -is ('pan') y el acusativo plural de circensis, -e ('juegos del circo').

## Similitudes
- Los intelectuales españoles de los siglos XIX y XX se quejaban de manera similar con el «pan y toros».
- Se asemeja en ruso a "хлеба и зрелищ" ("pan y espectáculo").

## Origen
Esta frase se origina en Roma en la Sátira X del poeta latino Juvenal (circa 100 d. C.). En su contexto, la frase en latín panem et circenses («pan y espectáculos del circo») es dada como la última atención del pueblo romano, quien había olvidado su derecho de nacimiento a involucrarse en la política. Juvenal muestra su desprecio por la decadencia de sus contemporáneos romanos. Los políticos romanos diseñaron un plan en 140 a. C. para ganarse el voto de la plebe basado en el clientelismo: al regalar comida barata y entretenimiento se lograba una alienación del pueblo que lo despojaba de su espíritu crítico mientras a la vez se sentía satisfecho por esa falsa generosidad de los gobernantes. Esta estrategia demostró ser una forma muy efectiva de acceder al poder.
| … desde hace tiempo —exactamente desde que no tenemos a quien vender el voto—, este pueblo ha perdido su interés por la política, y si antes concedía mandos, haces, legiones, en fin todo, ahora deja hacer y sólo desea con avidez dos cosas: pan y juegos de circo | … iam pridem, ex quo suffragia nulli uendimus, effudit curas; nam qui dabat olim imperium, fasces, legiones, omnia, nunc se continet atque duas tantum res anxius optat, panem et circenses. (Juvenal, Sátiras X, 77–81) |

Juvenal hace referencia a la práctica romana de proveer trigo gratis a los ciudadanos romanos así como costosas representaciones circenses y otras formas de entretenimiento como medio para ganar poder político a través del populismo. Julio César mandaba distribuir el trigo gratuitamente, o venderlo muy barato, a los más pobres, unos 200.000 beneficiarios. Tres siglos más tarde, Aureliano continuaría la costumbre repartiendo a 300.000 personas dos panes gratuitos por día.

## La frase en laculturay elarte
Existen varias expresiones artísticas o culturales que han incluido la frase como título:
- Brot und Spiele (pan y juegos en alemán) es el nombre del festival romano más grande de Alemania, que tiene lugar cada año en Tréveris.
- Un episodio de Star Trek: La Serie Original.
- El nombre del quinto disco compacto de la banda de punk uruguaya La Chancha y de una canción de dicho CD.
- En los años 1960 en Brasil, la frase fue usada por el movimiento músico-político Tropicalismo, que tituló un disco suyo: Tropicália ou Panis et Circensis. El disco incluía una canción llamada «Panis et Circensis», a cargo de Os Mutantes.
- El grupo español Def Con Dos tiene una canción llamada «Poco pan y pésimo circo».
- La página de humor satírico www.KeDificil.com utiliza la frase "Poco Pan, Pésimo Circo", como descripción de eventos ocurridos en La política de la República Dominicana.
- El grupo español Amistades Peligrosas también tienen una canción llamada «Más circo y más pan» de su disco Nueva Era.
- El grupo cántabro Kloakão en su disco Obrigado!! tiene una canción llamada «Panem et circenses».
- El grupo anarquista andaluz Los Muertos de Cristo con una canción de nombre «Pan y Circo».
- Dentro de la trilogía de Los juegos del hambre se menciona la frase Panem Et Circenses para definir la creación del mítico país de Panem, el espacio donde se desarrolla dicha saga.
- Andrés Calamaro, cantante argentino, tituló una de sus canciones «Clonazepán y circo».
- El cantante de rap español Rapsusklei con la canción «Pantomima y circo».
- Entre los años 2006 y 2007 se emitía en Uruguay por el canal 10 un programa de investigación llamado "Pan y circo".
- El grupo francés de metal progresivo Adagio, tituló una canción con el nombre: "Panem et Circenses" en su primer disco del 2001; Sanctus Ignis, dicha letra hablaba del término antes mencionado y cómo afectaba este a una sociedad "ficticia".
- El cantante español de ideología comunista Pablo Hasél en libertad camarada Arenas'"
- El grupo de rock español Belo y los Susodichos titula a su último álbum "Pan y circo", siendo también así una canción del disco, en la cual critica el gobierno actual.
- El cantante y guitarrista noruego de black metal Ihsahn, tiene una canción llamada Panem et circenses en su álbum debut de 2006, The Adversary.
- La banda chilena de punk Pank Y Circo utilizó para su nombre la frase Pan Y Circo mezclada con la palabra Pank.
- El rapero español Nach Scratch incluye la frase "demasiado circo y poco pan" en una canción llamada "Urbanología" del álbum "A través de mi", 2015.
- En la película "Gladiator" (Gladiador) de Russell Crowe, en el siguiente espectáculo de circo tras de identificarse Máximo como tal, Cómodo (Joaquin Phoenix) ofrece al público, además del circo que ya disfrutan, panes que lanzan a los espectadores.
- En la República Dominicana es habitual decir "Hoy romo (ron), mañana gallos" expresando la fiesta y el alboroto que causa el ron y la felicidad de jugar peleas de gallos, deporte habitual y legal en el país.
- La banda de black y death metal británica Anaal Nathrakh, en el estribillo de la canción Endarkenment del álbum homónimo lanzado en 2020, incluye la frase "Panem, circenses: credulous dissent (Pan y circo: crédulo desacuerdo)